# Jon Bru
Jon Bru Pascal (født 18. oktober 1977) er en spansk tidligere professionel cykelrytter.